# 三重県道2号伊賀青山線
三重県道2号伊賀青山線（みえけんどう2ごう いがあおやません）は、三重県伊賀市を通る主要地方道に指定された三重県道である。

## 概要
かつては三重県道678号新堂停車場大山田線と三重県道682号大山田伊賀上津停車場線という2つの一般県道だったが、1982年（昭和57年）4月に建設省（現・国土交通省）から主要地方道に指定されたことに伴い同年12月に両者を統合し主要地方道へ昇格認定された。
整理番号の2は主要地方道大津上野線で使われていたが、1981年（昭和56年）4月30日に一般国道422号へ昇格されたことから1982年4月に廃止され、8ヶ月後に本路線へ転用された。
1994年（平成6年）以降、三重県道で最小番号となっている。
全国の主要地方道で唯一、起終点のどちらかが大手私鉄の無人駅となっている。
旧伊賀町と旧青山町を結ぶ重要な道路との位置づけから道路改良工事が進められているが、山間地では工事が止まっている。

### 路線データ
2016年（平成28年）4月1日現在。
- 起点：伊賀市御代字桶越1564-7番地先[1]（国道25号交点）
- 終点：伊賀市下川原字裏木戸192番地先[1]（伊賀上津駅）
- 総延長：22.0585 km[1]
  - 実延長：18.5995 km[1]
  - 重用延長：3.459 km[1]
- 橋梁：24本（総延長：409.1m）[1]

## 歴史
- 1982年（昭和57年）12月3日 - 県道の路線が認定される[1]。

## 路線状況

### 通称
- 伊賀街道（伊賀市）

### 重複区間
- 三重県道146号伊賀大山田線（伊賀市山畑 - 伊賀市平田）
- 国道163号（伊賀市平田 - 伊賀市広瀬）

### 利用状況
交通量
| 地点         | 平日12時間        | 平日24時間        |
| 地点         | 2005年度⇒2010年度 | 2005年度⇒2010年度 |
| 伊賀市川東   | 2,075台⇒2,232台   | 2,774台⇒2,969台   |
| 伊賀市妙楽寺 | 652台⇒ 835台      | 1,056台⇒1,094台   |

## 地理

### 通過する自治体
路線認定された1982年当時は、阿山郡伊賀町 - 同郡大山田村 - 名賀郡青山町を通過する路線であったが、平成の大合併により2004年11月1日より全区間が伊賀市域となった。
- 三重県
  -  伊賀市

### 交差する道路
- 国道25号（起点）
- 名阪国道（国道25号）御代インターチェンジ（伊賀市川東）
- 三重県道679号川東佐那具線（伊賀市川東）
- 三重県道146号伊賀大山田線（伊賀市希望ヶ丘西）
- 国道163号・三重県道56号上野大山田線（伊賀市平田）
- 国道163号（伊賀市川北）
- 三重県道683号枅川青山線（伊賀市伊勢路）
- 国道165号（伊賀市伊勢路）
- 国道165号（伊賀市伊勢路）

### 沿線
- 新堂駅
- 三重県立あけぼの学園高等学校
- 木津川
- 伊賀上津駅